# Traktat w Londynie
Traktat w Londynie – projektowany traktat między Anglią i Francją, ostatecznie odrzucony przez Stany Generalne w 1359. 
Po dostaniu się do niewoli angielskiej w bitwie pod Maupertius król Francji Jan II Dobry nie ustawał w staraniach na rzecz ustalenia warunków swojego uwolnienia. Po rozmowach z Edwardem III zgodził się na warunki spisane w marcu w 1359 w traktacie w Londynie. Na jego mocy Francja miała zapłacić za króla okup w wysokości 4 mln écus w złocie oraz zrzec się połowy swojego terytorium, w tym całego wybrzeża morskiego. Jan II podpisał ten traktat, jednak w maju 1359 Stany Generalne określiły go jako ni passable ni faisable (niedopuszczalny i niewykonalny). Zgromadzenie postanowiło również zwiększyć nakłady finansowe na armię i zwiększenie szeregów rycerzy w celu skuteczniejszej walki z Anglikami. Postanowienia Stanów Generalnych przełożyły się na sukcesy militarne Francji w toku kolejnych starć i skłoniły Edwarda III do złagodzenia stawianych warunków, a tym samym rezygnacji z postanowień traktatu londyńskiego na rzecz nowego porozumienia - traktatu w Brétigny.